# George Croom Robertson
George Croom Robertson (Aberdeen, 10 marzo 1842 – Londra, 20 settembre 1892) è stato un filosofo scozzese.
Allievo di Alexander Bain e Friedrich Adolf Trendelenburg, nel 1876 fondò la rivista Mind, che propugnava un dibattito epistemologico e filosofico sulla società del XIX secolo.
Oltre alla biografia filosofica Hobbes (1886), fu autore di Elementi di psicologia (postumo, 1896).